# Lasiacis
Lasiacis és un gènere de plantes de la família de les poàcies, ordre de les poals, subclasse de les commelínides, classe de les liliòpsides, divisió dels magnoliofitins.

## Taxonomia
- Lasiacis acuminata Swallen
- Lasiacis anomala Hitchc.
- Lasiacis divaricata (L.) Hitchc.
- Lasiacis glabra Swallen
- Lasiacis harrisii Nash
- Lasiacis ligulata Hitchc. et Chase